# Jugoslovenska levica
Jugoslovenska levica (JUL) je bila politička stranka u nekadašnjoj SRJ i Srbiji, osnovana 1994. kao koalicija 23 ljevičarske i komunističke partije, koje je predvodio Savez komunista - Pokret za Jugoslaviju. Službena platforma JUL-a uključivala je jugoslavenstvo i komunizam. Jugoslovenska levica je svojim osnivanjem postala pravno-imovinski i jednim dijelom i ideološki nasljednik Saveza komunista-Pokreta za Jugoslaviju (SK-PJ).
JUL je od 1996. – 2000. bila dio vladajuće koalicije u Srbiji i SRJ. Nakon izbora 2000., JUL više nije značajan čimbenik na političkoj sceni Srbije. Predsjednik stranke bio je Ljubiša Ristić, dok je stranku u praksi vodila Mirjana Marković, supruga predsjednika Slobodana Miloševića.
Tijekom 1990-ih, JUL niti jednom nije izlazila samostalno na izbore u Srbiji, već u koaliciji sa Socijalističkom partijom (na nekima i s Novom demokracijom i Socijalističkom narodnom strankom Crne Gore). Na skupštinskim izborima u Srbiji 2003., JUL je sudjelovao samostalno na izborima i osvojio 0,09% glasova.

## Vanjske poveznice
- Službena stranica